# Émilie de Preissac
Pour les articles homonymes, voir Preissac (homonymie).
Émilie de Preissac est une actrice française, née le 4 juillet 1988.

## Filmographie

### Cinéma
- 2004 : I'm an actrice de Maïwenn (court-métrage) : une fille au casting
- 2006 : Jean-Philippe de Laurent Tuel : la copine de Marion
- 2007 : Regarde-moi d'Audrey Estrougo : Julie
- 2007 : 2 sœurs d'Emmanuel Jespers (court-métrage) : Sarah
- 2007 : Les Insoumis de Claude-Michel Rome : la voleuse portière
- 2007 : Amateurs de Gabriel Velazquez : Blanca
- 2009 : Dans nos veines de Guillaume Senez (court-métrage) : Laetitia
- 2010 : 8 et des poussières de Laurent Teyssier (court-métrage) :
- 2011 : Sans Métro fixe de Jean Jonasson : Carolina
- 2012 : Diaz : un crime d'État (Diaz: Don't Clean Up This Blood) de Daniele Vicari : Camille
- 2013 : Beauduc de Laurent Teyssier (court-métrage) : Sarah
- 2015 : Les Anarchistes d'Elie Wajeman : Clothilde Lapiower
- 2016 : Toril de Laurent Teyssier : Emilie
- 2019 : Pyromanes d'Antoine Delelis (court-métrage) : Solveig

### Télévision
- 2002 : Les Monos, saison 1 épisode 9 Jamais prêts de Williams Crépin : Laëtitia
- 2004 : Léa Parker, saison 1 épisode 10 Le Serpent de jade de Robin Davis : Isabelle
- 2004 : Père et Maire, saison 4 épisode 1 Responsabilité parentale de Vincenzo Marano : Samantha Blondeau
- 2005 : Madame le proviseur, épisode Mon père n'est pas un héros de Philippe Bérenger : Louise Roy
- 2005 : Dolmen de Didier Albert et Eric Summer (série télévisée) : Juliette de Kersaint
- 2006 : Louis la brocante, saison 7 épisode 3 Louis et la médaille oubliée de Michel Favart : Stéphanie
- 2006 : Boulevard du Palais, saison 8 épisode 2 Rituels barbares de Philippe Venault : Ludivine
- 2006 : Diane, femme flic, saison 4 épisode 3 Mauvaise pente de Marc Angelo : Eugénie Derval
- 2006 : Louis Page, saison 1 épisode 19 Plus fort que l'amour d'Antoine Lorenzi : Marion
- 2008 : Cellule d'identité, saison 1 épisode 2 Alexandra de Stéphane Kappes : Alexandra
- 2008 : Le Tuteur, saison 5 épisode 4 Le Poids du secret d'Edouard Molinaro : Julia
- 2009 : Malevil de Denis Malleval : Sara
- 2009 : Adresse inconnue, saison 2 épisode 2 Une amie de la famille d'Alain Wermus : Lucie Alexandre
- 2009 : Reporters, saison 2 épisodes 5 de Gilles Bannier, 8 et 9 de Jean-Marc Brondolo : Vanessa
- 2009 : Julie Lescaut, saison 19 épisodes 3 Les Intouchables d'Alain Choquart : Léa
- 2010 : Diane, femme flic, saison 4 épisode 3 Figures imposées de Jean-Michel Fages : Lorna Leblanc
- 2012 : Le Sang de la vigne, saison 2 épisode 1 Question d'eau de vie... ou de mort d'Aruna Villiers : Lucie
- 2012 : Interpol, saison 3 épisode 5 Mort d'un ange de Laurent Lévy : Pauline
- 2013 : Marge d'erreur de Joël Santoni : Malice (Marie-Alice) Van Cobbaert
- 2014 : Engrenages, saison 5 réalisée par Frédéric Jardin, Frédéric Balekdjian, Nicolas Guicheteau : Laetitia Ribeiro
- 2015 : Lazy Company, saison 3 épisode 7 La Pitoyable histoire du 17e rejeton de Samuel Bodin : Elise
- 2016 : Les Petits meurtres d'Agatha Christie, saison 2 épisode 13 d'Olivier Panchot : Francine Marchal
- 2018 : Le Chalet de Camille Bordes-Resnais : Adèle
- 2018 : La Révolte des innocents de Philippe Niang : Louise Perreau
- 2019 : Les Sauvages de Rebecca Zlotowski : Alix
- 2019 - 2022 : La Guerre des Mondes (série télévisée) : Sophia